# Krzykosy (województwo pomorskie)
Krzykosy (niem. Kröxen) – wieś w Polsce położona w województwie pomorskim, w powiecie kwidzyńskim, w gminie Gardeja.
W latach 1954–1958 wieś należała i była siedzibą władz gromady Krzykosy, po przeniesieniu siedziby, w gromadzie Wandowo. W latach 1975–1998 miejscowość administracyjnie należała do województwa elbląskiego.
We wsi znajduje się zespół folwarczny z 2 połowy XIX wieku założony na planie czworoboku: budynek z czworoboczną wieżą, zwieńczoną w narożach wielobocznymi wieżyczkami, oraz park.